# Marie Thibault
Pas d'image ? Cliquez ici

a Compétitions nationales et continentales officielles uniquement.

b Matchs officiels uniquement.
Marie Thibault, née le 7 janvier 1998 à Québec, est une joueuse internationale canadienne de rugby à XV évoluant au poste de centre au Stade bordelais.

## Biographie
Elle naît le 7 janvier 1998 à Québec. Elle est diplômée de l'université Laval en kinésiologie.
Après avoir commencé le rugby avec les Lions de Champlain-Saint Lawrence, elle intègre en 2015 à l'université l'équipe des Rouge et Or.
Elle joue depuis 2020 avec les Lionnes du Stade bordelais.
En 2022, elle est sélectionnée pour disputer la Coupe du monde de rugby à XV en Nouvelle-Zélande.